# Kobieta na krańcu świata
Kobieta na krańcu świata – polski program dokumentalny prowadzony przez Martynę Wojciechowską i emitowany na antenie TVN w latach 2009–2021 oraz ponownie od 2023 do 2024. 
Kobietę na krańcu świata zakupiły i wyświetlają m.in. stacje telewizyjne z Francji (Voyage), Hiszpanii (Canal Viajar), Szwecji (Kanal Global), Czech (FTV Prima) i Hongkongu (TVB HD Jade). Wkrótce program pojawi się również na Łotwie.

## Charakterystyka programu
W każdym odcinku przedstawiany jest inny konflikt społeczny, między innymi: seksizm, przemoc, biedę, znęcanie się nad zwierzętami, polowania na ludzi, etykę pracy czy prawa ludzkie. Wśród bohaterek odcinków znalazły się m.in. najmniejsza kobieta świata Jyoti Amage, kolumbijska zapaśniczka, studentka szkoły Szaolin, gejsza z Kioto, kobiety z ludu Kayan w Mjanmie, które rozpoznawalne są przez długie szyje na których noszą złote obręcze, saperka, mama hipopotamów, pilotka z Tanzanii czy faʻafafine z Samoa. 
W maju 2017 roku dokument „Ciało i Krew”, zrealizowany na podstawie jednego z odcinków serii o rytuałach krzyżowania na Filipinach, otrzymał Złoty Glob na WorldMediaFestival w Hamburgu.

## Spis serii
| Seria | Sezon       | Odcinki     | Pierwszy odcinek     | Ostatni odcinek      | Pora emisji         |
| ----- | ----------- | ----------- | -------------------- | -------------------- | ------------------- |
| 1     | jesień 2009 | 1–10 (10)   | 20 września 2009     | 22 listopada 2009    | niedziela ok. 15:00 |
| 2     | jesień 2010 | 11–20 (10)  | 3 października 2010  | 5 grudnia 2010       | niedziela 11:00     |
| 3     | jesień 2011 | 21–28 (8)   | 4 września 2011      | 23 października 2011 | niedziela 11:00     |
| 4     | jesień 2012 | 29–36 (8)   | 9 września 2012      | 28 października 2012 | niedziela 11:00     |
| 5     | jesień 2013 | 37–46 (10)  | 8 września 2013      | 10 listopada 2013    | niedziela 11:00     |
| 6     | jesień 2014 | 47–54 (8)   | 7 września 2014      | 26 października 2014 | niedziela 11:00     |
| 7     | jesień 2015 | 55–64 (10)  | 6 września 2015      | 8 listopada 2015     | niedziela 11:00     |
| 8     | jesień 2016 | 65–70 (6)   | 16 października 2016 | 20 listopada 2016    | niedziela 11:00     |
| 9     | jesień 2017 | 71–79 (9)   | 10 września 2017     | 5 listopada 2017     | niedziela 11:00     |
| 10    | jesień 2018 | 80–84 (5)   | 11 listopada 2018    | 9 grudnia 2018       | niedziela 11:00     |
| 11    | jesień 2019 | 85–93 (9)   | 8 września 2019      | 3 listopada 2019     | niedziela 11:00     |
| 12    | jesień 2020 | 94–101 (8)  | 25 października 2020 | 13 grudnia 2020      | niedziela 11:30     |
| 13    | jesień 2021 | 102–108 (7) | 31 października 2021 | 12 grudnia 2021      | niedziela 11:30     |
| 14    | jesień 2023 | 109–116 (8) | 3 września 2023      | 22 października 2023 | niedziela 11:30     |
| 15    | jesień 2024 | 117–124 (8) | 1 września 2024      | 20 października 2024 | niedziela 12:00     |
| 15    | jesień 2024 | specjalny   | 27 października 2024 | 27 października 2024 | online              |

## Oglądalność
| Odcinek             | Seria                            | Seria                            | Seria                            | Seria                            | Seria                            | Seria                  | Seria                            | Seria                  | Seria                            | Seria               | Seria                  |
| Odcinek             | 1                                | 2                                | 3                                | 4                                | 5                                | 6                      | 7                                | 8                      | 9                                | 10                  | 11                     |
| ------------------- | -------------------------------- | -------------------------------- | -------------------------------- | -------------------------------- | -------------------------------- | ---------------------- | -------------------------------- | ---------------------- | -------------------------------- | ------------------- | ---------------------- |
| 1                   | 1 244 655 (20 września 2009)     | 1 445 176 (3 października 2010)  | 1 100 139 (4 września 2011)      | (9 września 2012)                | (8 września 2013)                | (7 września 2014)      | 1 801 075 (6 września 2015)      | (16 października 2016) | 850 679 (10 września 2017)       | (11 listopada 2018) | (8 września 2019)      |
| 2                   | 1 001 960 (27 września 2009)     | 1 309 562 (10 października 2010) | 1 316 403 (11 września 2011)     | 1 521 059 (16 września 2012)     | (15 września 2013)               | (14 września 2014)     | (13 września 2015)               | (23 października 2016) | 1 400 564 (17 września 2017)     | (18 listopada 2018) | (15 września 2019)     |
| 3                   | 1 539 681 (4 października 2009)  | 1 487 162 (17 października 2010) | 952 380 (18 września 2011)       | (23 września 2012)               | (22 września 2013)               | (21 września 2014)     | (20 września 2015)               | (30 października 2016) | 1 341 158 (24 września 2017)     | (25 listopada 2018) | (22 września 2019)     |
| 4                   | 1 432 708 (11 października 2009) | (24 października 2010)           | 1 185 365 (25 września 2011)     | 1 507 365 (30 września 2012)     | 1 270 008 (29 września 2013)     | (28 września 2014)     | 1 313 066 (27 września 2015)     | (6 listopada 2016)     | 1 311 550 (1 października 2017)  | (2 grudnia 2018)    | (29 września 2019)     |
| 5                   | 1 683 563 (18 października 2009) | (31 października 2010)           | 1 356 505 (2 października 2011)  | (7 października 2012)            | (6 października 2013)            | (5 października 2014)  | (4 października 2015)            | (13 listopada 2016)    | 1 503 486 (8 października 2017)  | (9 grudnia 2018)    | (6 października 2019)  |
| 6                   | 1 779 159 (25 października 2009) | (7 listopada 2010)               | 1 377 082 (9 października 2011)  | (14 października 2012)           | 1 237 216 (13 października 2013) | (12 października 2014) | 1 363 232 (11 października 2015) | (20 listopada 2016)    | 1 168 617 (15 października 2017) | –                   | (13 października 2019) |
| 7                   | 1 274 344 (1 listopada 2009)     | (14 listopada 2010)              | 1 644 232 (16 października 2011) | (21 października 2012)           | (20 października 2013)           | (19 października 2014) | 1 483 144 (18 października 2015) | –                      | 1 439 088 (22 października 2017) | –                   | (20 października 2019) |
| 8                   | 1 594 302 (8 listopada 2009)     | (21 listopada 2010)              | 1 493 471 (23 października 2011) | 1 543 457 (28 października 2012) | (27 października 2013)           | (26 października 2014) | (25 października 2015)           | –                      | (29 października 2017)           | –                   | (27 października 2019) |
| 9                   | 2 089 338 (15 listopada 2009)    | (28 listopada 2010)              | –                                | –                                | (3 listopada 2013)               | –                      | (1 listopada 2015)               | –                      | (5 listopada 2017)               | –                   | (3 listopada 2019)     |
| 10                  | (22 listopada 2009)              | (5 grudnia 2010)                 | –                                | –                                | 1 331 718 (10 listopada 2013)    | –                      | 1 418 360 (8 listopada 2015)     | –                      | –                                | –                   | –                      |
| Średnia oglądalność | 1 515 523                        | 1 540 000                        | 1 304 288                        | 1 347 681                        | 1 148 469                        |                        | 1 327 568                        |                        |                                  |                     |                        |